# Villa d'Ogna

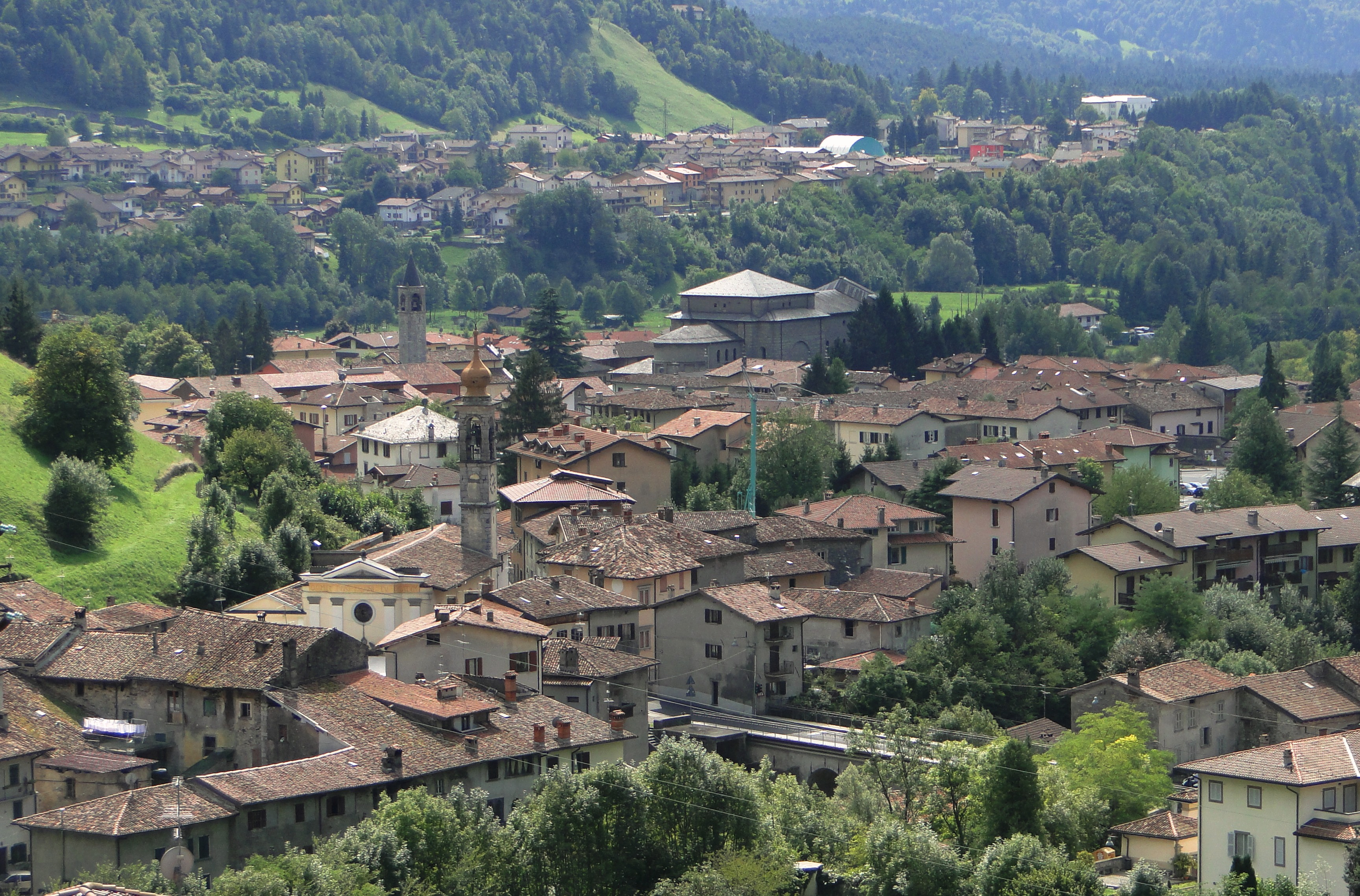
Villa d'Ogna

Villa d'Ogna là một đô thị ở tỉnh Bergamo trong vùng Lombardia, có vị trí cách khoảng 80 km về phía đông bắc của Milan và khoảng 30 km về phía đông bắc của Bergamo. Tại thời điểm ngày 31 tháng 12 năm 2004, đô thị này có dân số 1.891 người và diện tích là 5,2 km².
Villa d'Ogna giáp các đô thị: Ardesio, Clusone, Oltressenda Alta, Parre, Piario, Rovetta.